# Dadu Dajal
Dadu Dajal (ang. Dadu Dayal, Miłosierny Brat) (ur. 1544, zm. 1604) – poeta i nieortodoksyjny święty hinduistyczny wyzwolony za życia (dźiwanmukta), wyznawca nirgunicznej bhakti i jedności hinduizmu i islamu, guru, prekursor tradycji dadupanth.

## Życiorys
Urodził się w Ahmadabadzie w indyjskim stanie Gudźarat jako syn włókniarza. Jego ojciec Lodi Ram pochodził z grupy Nagar braminów (Nagar/Kayasth Gujarati Brahmins) Większość życia spędził w Radźputanie i Pendżabie. Władał językami: hindi, sindhi, gudźarati, marwari, marathi, i perskim. w 1603 rozpoczął sadhanę na szczycie wzgórza w miejscowości Naraina (Narajana) w Radżastanie. Miłosierny Brat to przydomek, jaki zyskał dzięki łagodnemu usposobieniu, współczuciu i serdeczności.

## Droga duchowa
Inspirował się naukami Kabira i Ramanandy. Tradycja podaje, że sam Bóg pod postacią starego człowieka pojawił się przed nim, by udzielić mu inicjacji (diksza). Natomiast sceptycy uznają, że był to w fizycznej postaci jeden z uczniów Kabira.
Dadu podkreślał, iż osiągnął stan dźiwanmukty, odkrywając i doświadczając atmana dzięki praktykom duchowym (sadhana).

## Dzieła
Pozostawił po sobie liczne poematy dworskie w nurcie wisznuizmu. Tworzył utwory w kilku północnoindyjskich w językach. Tytuły utworów Dadu Dajala:
- Harde Bani (Harade vāni, Dadu Vani) (główne dzieło, 5000 wersów)
- Sabad kau ang
- Angabandhu

## Nauki
- odrzucał kult wizerunków (zgodnie z naukami islamu)
- wykazywał jedność braminizmu i islamu, jak również jedność pomiędzy sektami
- Brahmę, Wisznu i Śiwę uważał tylko za starożytnych świętych, a nie bogów[1]
- uznawał istnienie Jedyności – wszechprzenikającej Najwyższej Rzeczywistości (najwyższej tattwy, Absolutu) nazwanej Rzeczywistością Hariego
- nauczał drogi duchowej jednoczenia atmana z ta Jedynością
- że Mantra Om to widzialny skutek kreacji dokonanej przez Absolut
- używał takich pojęć jak: trzy guny,pięć żywiołów, stan sahadźa, atman, brahman, anu, iśk (iszq)
- podkreślał ważność i moc przemieniającą wewnętrznych doświadczeń mistycznych
- propagował monistyczną wedantę
- kult Ramy jako imienia dla Najwyższego
- krytykował system kastowy i korupcję kapłanów hinduistycznych

## Znani uczniowie
Tradycja podaje, że miał 152 bliskich uczniów, w tym:
- Sundaras (Sundardasa) (1596–1689?) – propagator sahadźy, autor dzieła Sundarwilasa
- Radźdźab (Rajjab) – poeta[2]
- Bakhana

## Wpływ
Jego uczniowie utworzyli synkretyczną pacyfistyczną tradycję religijną nieortodoksyjnego hinduizmu nazywaną brahmasampradaja (dadupath). Jej zwolennicy określani są jako dadupanthi (trl. dādupanthī). Natomiast nazwa każdej siedziby ruchu to Dadudwara – nazwa nawiązująca do nazwy sikhijskiej każdej świątyni: gurudwara.